# Hrabstwo Parke

Piramida wieku hrabstwa

Hrabstwo Parke (ang. Parke County) – hrabstwo w stanie Indiana w Stanach Zjednoczonych.

## Geografia
Według spisu z 2010 roku obszar całkowity hrabstwa obejmuje powierzchnię 449,98 mili2 (1165,44 km²), z czego 444,66 mili2 (1151,66 km²) stanowią lądy, a 5,32 mili2 (13,78 km²) stanowią wody. Według szacunków United States Census Bureau w roku 2012 miało 17 069 mieszkańców. Jego siedzibą administracyjną jest Rockville.

### Miasta
- Bloomingdale
- Marshall
- Mecca
- Montezuma
- Rockville
- Rosedale